# قيزتشة
قيزتشة هي قرية في مقاطعة مراغة، إيران. عدد سكان هذه القرية هو 21 في سنة 2006.